# 上波苏
上波苏是巴西米纳斯吉拉斯州的一个市镇。总面积261.211平方公里，总人口6359人，人口密度24.3人/平方公里。